# Smoky (film, 1933)
Pour les articles homonymes, voir Smoky.

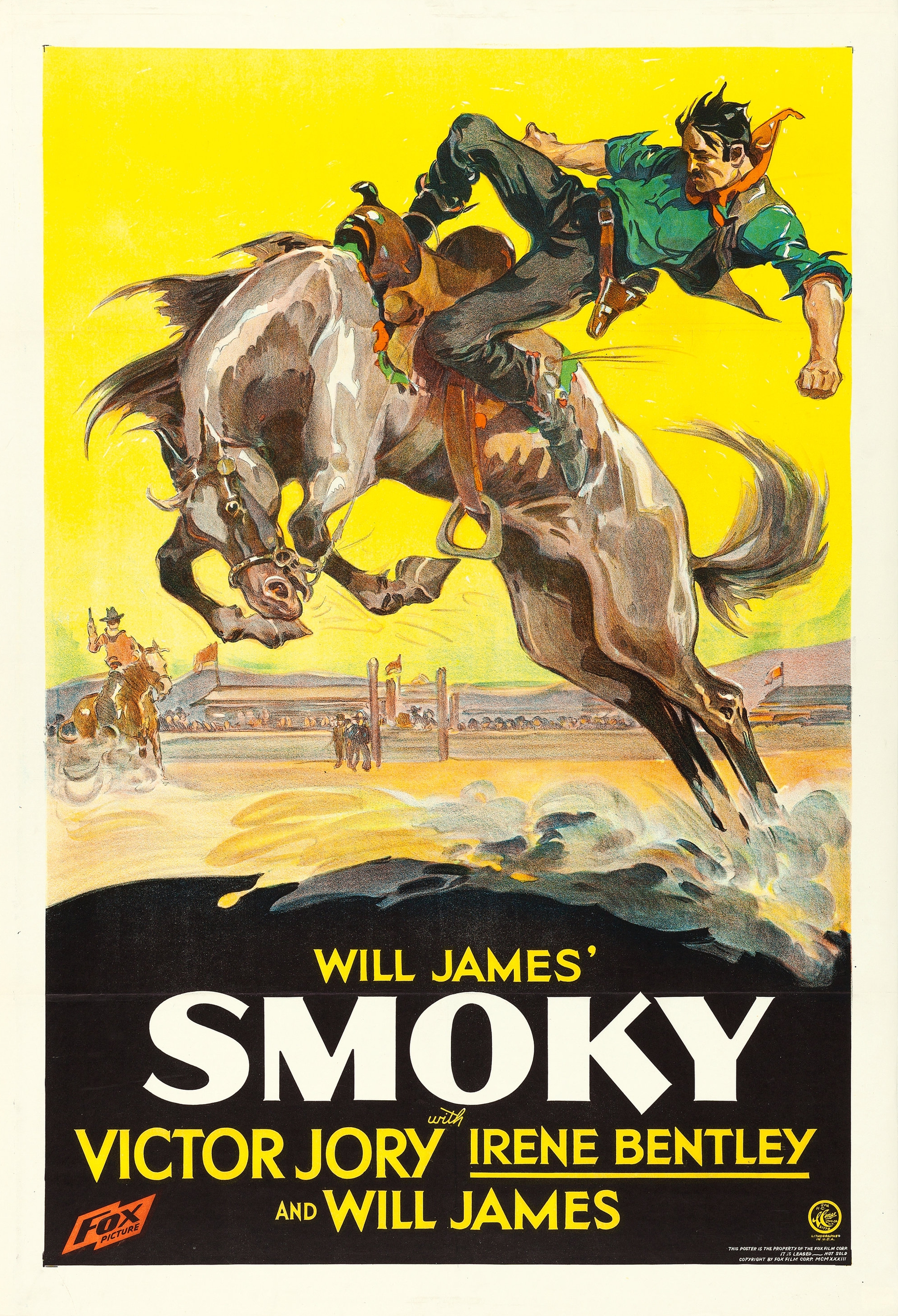
Affiche du film.

Smoky est un western américain pré-Code réalisé par Eugene Forde, sorti en 1933. 
Il s'agit de la première des trois adaptations cinématographiques du roman pour la jeunesse, Smoky, écrit par Will James en 1926. Deux remakes seront tournés en 1946 et en 1966.

## Fiche technique
- Titre : Smoky
- Réalisation : Eugene Forde
- Scénario : Stuart Anthony, Paul Perez, d'après le roman Smoky (Smoky the Cowhorse) de Will James (1926).
- Société de production : Fox Film Corporation
- Société de distribution : Fox Film Corporation
- Narrateur : Will James
- Photographie : Daniel B. Clark
- Musique : David Buttolph[1]
- Pays de production :  États-Unis
- Langue : anglais américain
- Format : noir et blanc — 35 mm — 1,37:1
- Genre : western
- Durée : 69 min
- Dates de sortie : 
  - États-Unis : 8 décembre 1933
  - Belgique : 25 janvier 1935

## Distribution
- Victor Jory : Clint Peters
- Irene Bentley : Betty Jarvis
- Frank Campeau : 'Scrubby'
- Hank Mann : Buck
- LeRoy Mason : Lefty
- Tom London : un vendeur de chevaux

## À noter
- Sorti en 1933, sa notice de copyright a été renouvelée en 1961[2], et d'après les règles de copyright américaines, il sera dans le domaine public en 2029.